# Лефсе
Лефсе (норв. lefse) — традиційні норвезькі млинці. Лефсе готують з картоплі або борошна з молоком або вершками і вершковим маслом на великій плоскій сковороді — гридлі. Для приготування лефсе використовують спеціальні інструменти — качалки з глибокими борознами і спеціальні лопатки.

## Опис
Лефсе — традиційна норвезька страва, ніжний і солодкий млинець. Лефсе традиційно готується з нагоди свят. Найчастіше лефсе їдять з маслом і цукром, завернувши в рулетики. Лефсе їдять з корицею, цукром, змастивши джемом або брусничним варенням або солодким м'яким сиром. Ці коржі можна їсти і з закусками, вони традиційно доповнюють лютефіск.
Спочатку лефсе готували лише з борошна. З появою в Європі картоплі поширилися картопляні лефсе.

## Приготування
Нарізану, відварений і підсушений в духовці картопля протирають, додають сіль, жирні вершки, вершкове масло і цукор, добре охолоджують. В охолоджене пюре втручаються борошно. З картопляного тіста формують невеликі кульки і розкочують спеціальної рифленою качалкою коржики розміром з тарілку. За допомогою лопатки для лефсе перекладають кожну корж на розігрітий Грідлі і випікають з двох сторін, потім охолоджують, накривши чистою тканиною.
Для лефсе без картоплі замішують тісто з борошна на сметані і молоці з вершковим маслом. Обробляють коржі і випікають так само, як і картопляні лефсе.
Заморожені лефсе можуть зберігатися протягом шести місяців і більше.
|                                                 |
| Приготування лефсе: кульки з картопляного тіста |

|                  |
| Скалка для лефсе |

|                   |
| Лопатки для лефсе |

|                              |
| Електричний гридль для лефсе |

## Різновиди
У різних районах Норвегії є місцеві особливості приготування і вживання лефсе. У більшості районів лефсе є звичайним коржиком.
Тонкі лефсе tynnlefse готують в центральній Норвегії; їдять у вигляді рулету з маслом, цукром і корицею.
Товсті лефсе (tjukklefse або tykklefse) готують з борошна на кефірі або пахті з яйцями, розтопленим маслом, патокою і цукром, використовують вуглекислий амоній. Товсті лефсе роблять меншого розміру, ніж тонкі. Розрізаними на половинки і змазаними джемом або спредом їх подають до кави. З декількох складених в стопку товстих лефсе, змазаних спредом, роблять шаруваті пироги. Маленькі товсті лефсе nordlandslefse — традиційна їжа рибалок Лофотенських островів.
Møsbrømlefse — різновид лефсе, який характерна для району Сальтен на півночі Норвегії. Для møsbrømmen замішують тісто з борошна і м'якого сиру бруност, разм'ятого з водою. Møsbrømlefse подають загонутим у четвертинки з солодким сирним соусом, сметаною і вершковим маслом.
На узбережжі Гордаланну готують анісові лефсе (anislefse), які трохи товстіші за звичайних і густо присмачені анісовим насінням.
Маленькі картопляні lompe часто використовуютьть замість булочки для хот-догу, загортаючи в них ковбаски (pølse med lompe).
В районі Гардангер з дріжджового тіста (дріжджі іноді замінюють вуглекислим амонієм) і борошна Грема або цільнозернового пшеничного борошна дрібного помолу печуть hardangerlefse. Випечені коржі підсушують і зберігають в сухому місці без доступу повітря. Сушені hardangerlefse можуть зберігатися без холодильника протягом шести місяців або більше. Перед вживанням лефсе розмочують — занурюють у воду або збризкують водою і поміщають у вологу тканину. Стверджують, що використання морської або солоної води покращує смак. Сухий лефсе відновлює фактуру хліба за 30-60 хвилин. Цей час часто використовують для приготування яєць або оселедця, які будуть загорнуті в лефсе після розмочування. Існує думка, що такі лефсе поряд з солоною рибою лютефіск становили основу харчування морських мандрівників за часів вікінгів.
|                                           |
| Лефсе з солоною рибою, цибулею і сметаною |

|           |
| Tykklefse |

|                |
| Hardangerlefse |

|                 |
| Pølse med lompe |